# Heinrich Friedrich Füger

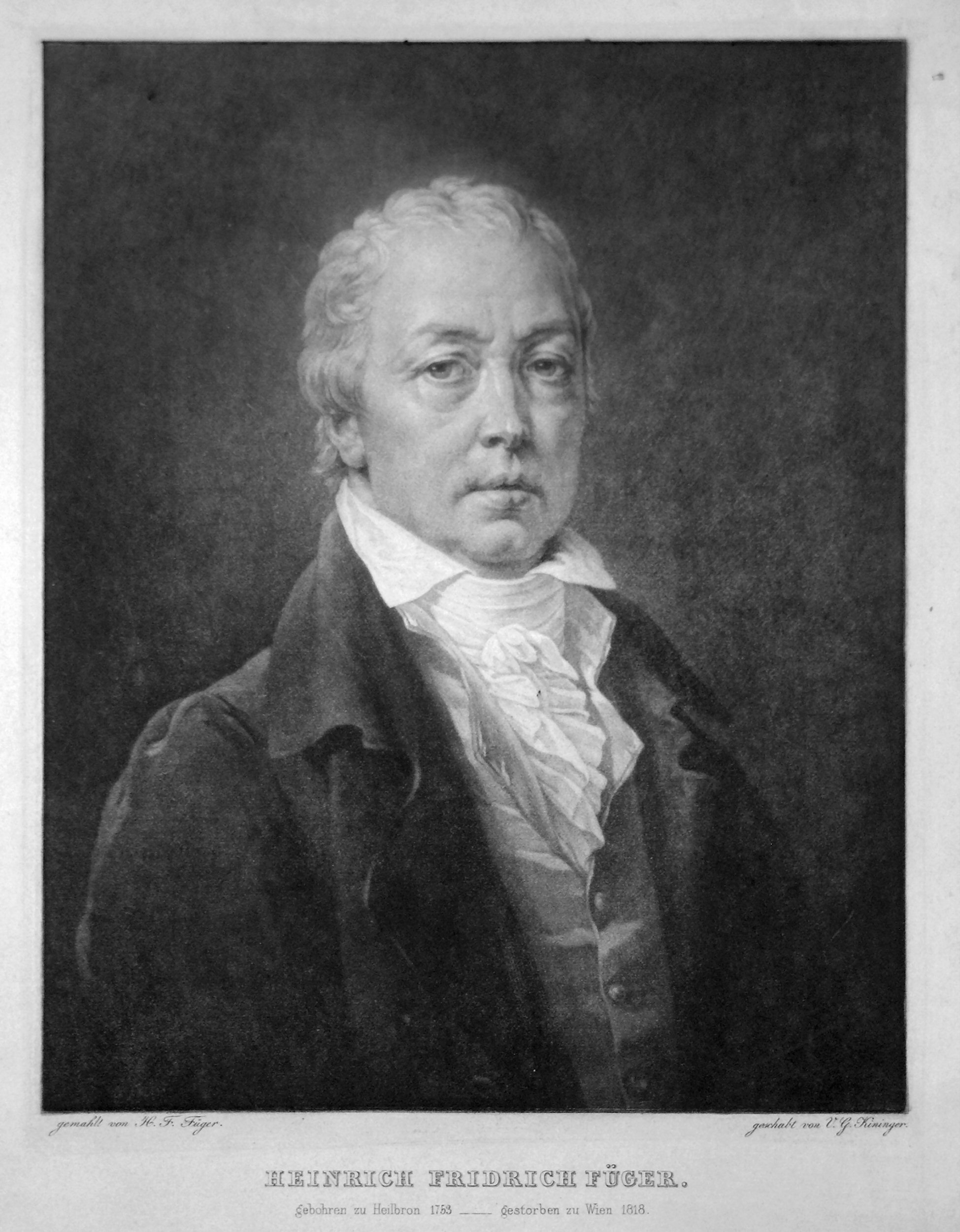
Heinrich Friedrich Füger.

Heinrich Friedrich Füger, född den 8 december 1751 i Heilbronn, död den 5 november 1818 i Wien, var en tysk målare.
Füger kom efter studier i Ludwigsburg och i Leipzig (hos Öser) 1774 till Wien, vistades 1776–1783 i Italien, blev sistnämnda år vice direktör för målarklassen vid Wiens konstakademi, var 1795–1806 direktör för akademien och blev 1806 direktör för det kejserliga tavelgalleriet i Belvedere slott. 
Füger utövade ett stort inflytande på den tyska historiemålningen, och hans namn lockade en mängd konstnärer till Wien. Han var en av huvudrepresentanterna för klassicismen, och hans arbeten karakteriseras av ett akademiskt idealiserande, i vilket han, liksom hans förebild Anton Raphael Mengs, såg det högsta i konsten. 
Fügers målningar behandlar oftast mytologiska eller allegoriska ämnen samt tilldragelser ur den grekiska och romerska historien: Akilles vid Patroklos lik, Ariadne på Naxos, Fredens välsignelser, teckningar (även utförda i olja) till Klopstocks "Messias".
Vidare målande han Adam och Eva, Johannes döparen, Sokrates inför sina domare, Cæsars mord, Virginias död med mera. Som miniatyrporträttmålare var Füger mycket framstående. Han är rikt representerad i akademien i Wien.